# Morellia nilotica
Morellia nilotica är en tvåvingeart som först beskrevs av Friedrich Hermann Loew 1856.  Morellia nilotica ingår i släktet Morellia och familjen husflugor. Inga underarter finns listade i Catalogue of Life.